# Hypena neoplyta
Hypena neoplyta là một loài bướm đêm trong họ Erebidae.